# Vadu Pașii
Vadu Pașii – wieś w Rumunii, w okręgu Buzău, w gminie Vadu Pașii. W 2011 roku liczyła 3094 mieszkańców.